# Космос-2429
Космос-2429 је један од преко 2400 совјетских вјештачких сателита лансираних у оквиру програма Космос.
Космос-2429 је лансиран са космодрома Плесецк, Русија, 11. септембра 2007. Ракета-носач Космос је поставила сателит у орбиту око планете Земље. 